# Слободяник Михайло Семенович
Слободяник Михайло Семенович (нар. 21 грудня 1949 смт Поліське,  Київської області — 14 серпня, 2015, м. Київ) — видатний український вчений-бібліотекознавець, документознавець і бібліографознавець, доктор історичних наук, професор, професор кафедри документознавства та інформаційно-аналітичної діяльності Національної академії керівних кадрів культури і мистецтв, дійсний член Всеукраїнської громадської організації "Академія наук вищої освіти України", член-кореспондент Міжнародної академії інформатизації.

## Освіта і науковий шлях
- 1967- закінчив Васильківську середню школу № 7 (Київська області)

- 1968–1973 - навчався без відриву від виробництва у Київському державному інституті культури

за спеціальністю бібліотекознавство і бібліографія
- 1972–1978	- працівник у відділі науково-технічної інформації Української філії Державного всесоюзного інституту ремонту та експлуатації машинотракторного парку (ДержНДТІ)

- 1979–1981 - навчання в аспірантурі Московського державного інституту культури, кафедра галузевого бібліографознавства

- 1982 - захист дисертації на здобуття наукового ступеню кандидата педагогічних наук за спеціальністю бібліотекознавство і бібліографія на тему «Совершенствование системы информационно-библиографического обслуживания специалистов НИИ»

- 1982–1985 - завідувач кафедри бібліотекознавства і бібліографії Наманганського факультету Ташкентського державного інституту культури

- 1986–1992 - завідувач відділу бібліотекознавства Центральної наукової бібліотеки НАН України (ЦНБ) (з 1993 р. – Національна бібліотека України ім. В. І. Вернадського)

- 1991 - присвоєно вчене звання — старший науковий співробітник за спеціальністю бібліотекознавство, книгознавство

- 1993–1997	- директор Інституту бібліотекознавства, заступник директора з наукової частини Національної бібліотеки України ім. В. І. Вернадського НАН України

- 1994 - обрано членом-кореспондентом Міжнародної академії інформатизації при ООН

- 1995 - першим в Україні захистив дисертацію на здобуття наукового ступеня доктора історичних наук за спеціальністю бібліотекознавство і бібліографознавство на тему «Наукова бібліотека: еволюція структури і функцій в період освоєння інформаційних технологій»[3]

- 1998–2000	- директор Центральної наукової сільськогосподарської бібліотеки Української академії аграрних наук

- 2002 - присвоєно вчене звання професор кафедри гуманітарних та соціальних дисциплін

- 2000-2002 - декан факультету документальних комунікацій і міжнародної інформації Київського національною університету культури і мистецтв (КНУКіМ). Завідувач кафедри документознавства та інформаційно-аналітичної діяльності Європейського університету (м. Київ)

- 2002–2015 - професор, завідувач кафедри Національної академії керівних кадрів культури і мистецтв

- 2014 - обрано дійсним членом Академії наук вищої освіти України.

## Наукова і педагогічна діяльність
Працював у провідних наукових і навчальних закладах України на посадах:
- Директора інституту бібліотекознавства Національної бібліотеки України імені В. І. Вернадського;
- Директора ЦНСГБ УААН;
- Декана факультету і зав. кафедри Київського національного університету культури і мистецтв;
- Директора Інституту і зав. кафедри НАКККіМ.

У 1990 році член міжвідомчої робочої групи по розробці «Концепції бібліотечної справи в Українській РСР»
У 1991–1992	роках член редколегії журналу «Советское библиотековедение» (м. Москва)
У 1994–1995	роках член редколегії науково-теоретичного та практичного журналу «Бібліотечний вісник»
У 2004—2012 роках був головним редактором фахового журналу «Бібліотекознавство. Документознавство. Інформологія».
Науковий експерт Міжнародного біографічного інституту.
Під його науковим керівництвом захищено 17 кандидатських дисертацій (8 — за спеціальністю книгознавство, бібліотекознавство, бібліографознавство і 9 — за спеціальністю документознавство, архівознавство).
Автор понад 200 наукових публікацій з бібліотекознавства, бібліографознавства, документознавства.

## Нагороди
- 1999	- Міжнародним біографічним інститутом удостоєний звання «Людина року» нагороджений почесною медаллю «За заслуги у ХХ столітті».